# Papulosis bowenoide
En medicina, el término papulosis bowenoide se refiere a una pápula de células atípicas en la piel del pene, aunque puede ocurrir en los genitales de cualquier persona, hombre o mujer, sexualmente activa, es más frecuente en las mujeres con edad promedio de 31 años. Histológicamente es una hiperplasia y displasia de células de la epidermis y se ha considerado un estado de transición ente una verruga genital y la enfermedad de Bowen, de allí el nombre. Descrito originalmente en 1977, la papulosis bowenoide es inducida por varios serotipos del papillomavirus humano y tiende a cursar de manera benigna, aunque se han descrito reportes de transformaciones malignas e invasivas, especialmente en personas no circuncidadas, con mala higiene genital, promíscuas e inmunosuprimidas.